# Marie Picasso
Lilly Marie Petterson, conocida como Marie Picasso, nació el 24 de abril de 1979 en Västerås, Suecia. Es una cantante, modelo, participante de telerrealidad y presentadora sueca. Ganó la edición sueca del programa "Idol" en 2007 (espacio televisivo en el que se buscan nuevos talentos).
Picasso se dio a conocer como cantante en Alemania a principios del Siglo XXI y en Suecia después de participar en la versión nórdica de Gran hermano, donde conoció a su pareja Benjamin Sorani en 2002. Marie ha trabajado también como presentadora en el canal sueco TV400 en el programa Game-on. 
En 2007 Marie Picasso gana Idol 2007 en la final en Globen contra Amanda Jenssen. Picasso obtuvo el 51,3% de los votos con su canción This moment. Esta canción está incluida en su álbum The Secret publicado en diciembre de 2007.
Marie Pettersson adoptó su nombre artístico del nombre del su mascota, un caniche.

## Discografía
Sencillos
- Do It Again (2000)
- Tell The World (2001)
- This Moment (2007)

| Funda de disco | Álbum información |
| -------------- | --- |
|                | The Secret - Lanzamiento: El 19 de diciembre de 2007 - Discos que están vendidos: Él sencillo: 40 000 copias(2x Platina) El álbum: - - Posiciones en Suecia: - Suecia: - Sencillos: - 2007 "This Moment" |